# 어메이징 레이스
《어메이징 레이스》(영어: The Amazing Race)는 리얼리티 텔레비전 게임 쇼이다. 게임은 2인 1조로 10 ~ 12개 팀이 지급된 최소한의 짐만으로, 비행기, 택시, 렌트카, 기차, 선박 등 다양한 교통 수단을 사용하여 지정된 목적지로 이동하고 거기서 다시 지시를 받고 새로운 목적지를 목표로 하는 것을 반복하여 최종 목표에 가장 먼저 도착한 팀에 상금이 주어진다. 도중 참가자는 다양한 도전과 이동 조건이 있는 미션과 조건을 클리어해야 먼저 진행한다. 또한 전 과정은 몇 가지 레그(leg)로 나뉘어 있으며 각 레그의 끝에 마지막으로 도착한 팀이 그 자리에서 실격된다.
본래 미국에서 처음 시작된 것으로, 엘리제 도가니에리와 베트람 판 뮌스터에 의해 기획되어 2001년부터 첫 번째 시리즈가 미국에서 방영되었다. 이후, 아시아판, 브라질판, 중앙 유럽판, 이스라엘판, 라틴 아메리카판, 중국 국내 판, 오스트레일리아판 등 여러 지역의 버전이 제작 · 방송되고 있다.